# Linia Bakerloo
Linia Bakerloo este o linie a London Underground, care deservește capitala Regatului Unit, Londra. Trenurile operează între Harrow & Wealdstone în nord-vestul Londrei și Elephant & Castle în sudul Londrei. Din cele 25 de stații deservite, 15 se află în subteran. Linia Bakerloo este colorată maro (brown) pe harta Metroului Londonez.

## Stații

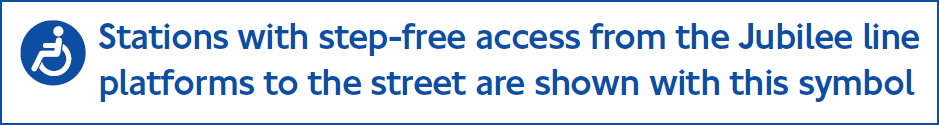
Notice explaining about step-free access. This can be found inside every Jubilee line train.

| Stație                              | Imagine | Deschidere        | Informații |
| ----------------------------------- | ------- | ----------------- | --- |
| Harrow & Wealdstone                 |         | 16 aprilie 1917   | Legătură cu London Overground și servicii National Rail. Deservire întreruptă pe 24 septembrie 1982, deservire restaurată pe 4 iunie 1984.1                                                            |
| Kenton                              |         | 16 aprilie 1917   | Deservire întreruptă pe 24 septembrie 1982, deservire restaurată pe 4 iunie 1984.2 |
| South Kenton                        |         | 3 iulie 1933      | Deservire întreruptă pe 24 septembrie 1982, deservire restaurată pe 4 iunie 1984.3 |
| North Wembley                       |         | 16 aprilie 1917   | Deservire întreruptă pe 24 septembrie 1982, deservire restaurată pe 4 iunie 1984.4 |
| Wembley Central                     |         | 16 aprilie 1917   | Legătură cu servicii National Rail. Deschisă sub numele de Wembley Central for Sudbury, redenumită pe 5 iulie 1948. Deservire întreruptă pe 24 septembrie 1982, deservire restaurată pe 4 iunie 1984.5 |
| Stonebridge Park                    |         | 1 august 1917     | 6 |
| Harlesden                           |         | 16 aprilie 1917   | 7 |
| Willesden Junction                  |         | 10 mai 1915       | Legătură cu London Overground.8 |
| Kensal Green                        |         | 1 octombrie 1916  | 9 |
| Queen's Park                        |         | 11 februarie 1915 | Legătură cu London Overground și servicii National Rail.10 |
| Kilburn Park                        |         | 31 ianuarie 1915  | 11 |
| Maida Vale                          |         | 6 iunie 1915      | 12 |
| Warwick Avenue                      |         | 31 ianuarie 1915  | 13 |
| Paddington ( Trenuri spre Heathrow) |         | 1 decembrie 1913  | Legătură cu liniile Circle, District și Hammersmith & City, TfL rail și servicii National Rail.14 |
| Edgware Road                        |         | 15 iunie 1907     | 15 |
| Marylebone                          |         | 27 martie 1907    | Legătură cu servicii National Rail. Deschisă sub numele de Great Central, redenumită pe 15 aprilie 191716                                                                                              |
| Baker Street                        |         | 10 martie 1906    | Legătură cu liniile Circle, Hammersmith & City, Jubilee și Metropolitan.17 |
| Regent's Park                       |         | 10 martie 1906    | 18 |
| Oxford Circus                       |         | 10 martie 1906    | Legătură cu liniile Central și Victoria.19 |
| Piccadilly Circus                   |         | 10 martie 1906    | Legătură cu linia Piccadilly.20 |
| Charing Cross                       |         | 10 martie 1906    | 21Legătură cu linia Northern și servicii National Rail. Deschisă sub numele de Trafalgar Square, redenumită pe 1 mai 1979.                                                                             |
| Embankment                          |         | 10 martie 1906    | 22Legătură cu liniile Circle, District și Northern. Deschisă sub numele de Charing Cross, redenumită pe 12 septembrie 1976                                                                             |
| Waterloo                            |         | 10 martie 1906    | Legătură cu liniile Jubilee, Northern și Waterloo & City și servicii National Rail.23 |
| Lambeth North                       |         | 10 martie 1906    | Deschisă sub numele de Kennington Road, redenumită Westminster Bridge Road pe 5 august 1906, redenumită Lambeth North pe 15 aprilie 191724                                                             |
| Elephant & Castle                   |         | 5 august 1906     | Legătură cu linia Northern și servicii National Rail.25 |

### Foste stații

#### Ramura Watford
Între 1917 și 1982, trenurile de pe linia Bakerloo continua drumul pe linia DC după Harrow & Wealdstone înspre Watford Junction. Aceste stații continuă să fie deservite de London Overground. Au reapărut propuneri de a extinde din nou serviciul liniei Bakerloo până la Watford Junction cu următoarele stații:
| Stație              | Deschidere      | Deservire întreruptă | Informații |
| ------------------- | --------------- | -------------------- | --- |
| Watford Junction    | 16 aprilie 1917 | 16 septembrie 1982   | |
| Watford High Street | 16 aprilie 1917 | 24 septembrie 1982   | |
| Bushey              | 16 aprilie 1917 | 24 septembrie 1982   | Cunoscută ca Bushey & Oxhey înainte de 6 mai 1974                                                                      |
| Carpenders Park     | 5 aprilie 1919  | 24 septembrie 1982   | Închisă pe 16 noiembrie 1952, redeschisă într-un nou loc pe 17 noiembrie 1952                                          |
| Hatch End           | 16 aprilie 1917 | 24 septembrie 1982   | Nume original: Hatch End & Pinner. Redenumită Hatch End (for Pinner) pe 1 februarie 1920, redenumită Hatch End în 1956 |
| Headstone Lane      | 16 aprilie 1917 | 24 septembrie 1982   | |